# Baptiste Santamaria
Baptiste Santamaria (Saint-Doulchard, 9 de marzo de 1995) es un futbolista francés que juega de centrocampista en el Valencia C. F. de la Primera División de España.

## Trayectoria
Comenzó su carrera deportiva en el Tours F. C. de la Ligue 2, con el que debutó el 18 de octubre de 2013 frente al CA Bastia.
En el Tours jugó entre 2013 y 2016, acumulando 90 partidos y 14 goles anotados a lo largo de las tres temporadas que jugó en él.
En 2016 fichó por el Angers S. C. O. de la Ligue 1, haciéndose con el puesto de titular desde el principio, disputando 37 partidos en la temporada 2016-17.
Durante la temporada 2019-20 se convirtió en una de las grandes revelaciones de la Ligue 1, al ser el máximo recuperador de la liga gala, lo que llamó la atención de algunos clubes importantes a nivel europeo.
El 17 de septiembre de 2020 se hizo oficial su marcha a Alemania para jugar en el S. C. Friburgo. Tras un año allí regresó a su país de la mano del Stade Rennais F. C., equipo que en enero de 2025 lo cedió al O. G. C. Niza.
El 7 de agosto de 2025 fichó por el Valencia C. F. y firmó por dos temporadas.

## Selección nacional
Fue internacional con la selección de fútbol sub-20 de Francia en 2015.

## Clubes
| Club                   | País     | Año       |
| ---------------------- | -------- | --------- |
| Tours F. C.            | Francia  | 2013-2016 |
| Angers S. C. O.        | Francia  | 2016-2020 |
| S. C. Friburgo         | Alemania | 2020-2021 |
| Stade Rennais F. C.    | Francia  | 2021-2025 |
| O. G. C. Niza (cedido) | Francia  | 2025      |
| Valencia C. F.         | España   | 2025-     |